# Argentina en los Juegos Olímpicos de Roma 1960
La participación de Argentina en los Juegos Olímpicos de Roma 1960 fue la octava actuación olímpica oficial organizada por el Comité Olímpico Argentino. La delegación presentó 100 deportistas, todos varones, algo que no sucedía desde Los Ángeles 1932, ni volvería a suceder. Paradójicamente la abanderada fue una mujer, Cristina Hardekopf, una clavadista, que no fue incluida en la delegación como deportista participante. En la delegación se encontraba también el remero Jorge Somlay, quien con 13 años, es el deportista argentino más joven en haber participado en una competencia olímpica.
El equipo olímpico obtuvo dos medallas, una de plata y otra de bronce, y 5 diplomas olímpicos (puestos premiados). En el medallero general ocupó la posición Nº 30 sobre 83 países participantes.
La medalla de plata fue ganada en yachting y la de bronce en boxeo que, como fue habitual hasta México 1968, se destacó aportando la mitad de las medallas y 3 de los 5 diplomas olímpicos.
La actuación olímpica de Argentina en los Juegos de Roma 1960 formó parte de un período de magros resultados, afectado por razones políticas y de escaso apoyo estatal al deporte olímpico. Repitiendo lo sucedido en los Juegos de Melbourne 1956, Argentina no ganó ninguna medalla de oro, y las dos obtenidas se encontraban muy por debajo del promedio de entre cuatro y siete medallas ganadas en todos los juegos entre 1924 y 1952. El rendimiento olímpico argentino recién recuperaría en 2004 los niveles que tuvo en el período 1924-1952.

## Medalla de plata en vela
La tripulación formada por Jorge Salas Chávez (46 años), Héctor Calegaris (45 años) y Jorge Del Río (41 años) obtuvo la medalla de plata en la clase Dragón, a bordo de la embarcación Tango, yate construido especialmente para la competencia en el astillero dinamarqués Börresen financiado por Raúl Decker.
La competencia se realizó a siete regatas, descartándose la peor. Al ganador de cada regata se le sumaban 1532 puntos, al segundo 1231, al décimo 532 y al último (27º) 101. El equipo argentino sostendría una apasionante y cambiante competencia con el equipo italiano, a quien finalmente vencería por una diferencia mínima de 14 puntos.
En la primera regata el equipo argentino llegó en la 15º posición en tanto que canadienses, dinamarqueses y franceses se ubicaban como líderes, en ese orden. A partir de la segunda regata, sin embargo, las posiciones comenzaron a cambiar sustancialmente. La misma fue ganada por el equipo argentino, que se ubicó así tercero en la general, mientras que los canadienses se ubicaban en la punta seguidos de los italianos. Detrás de los argentinos se situaron los griegos, quienes a la postre serían los ganadores de la prueba y entre quienes se encontraba el Príncipe Konstantinos, quien se convertiría en Rey de Grecia cuatro años después. En la tercera regata, la Tango llegó segunda, para avanzar así en las posiciones generales al segundo lugar, con los italianos delante y los canadienses detrás.
En la cuarta regata los argentinos llegaron quintos, retrocediendo así al cuarto lugar en la general, siempre con los italianos en punta. En la quinta regata salieron segundos, volviendo a ubicarse segundos en la general, con los italianos por delante y los griegos detrás. En la sexta regata los argentinos fueron descalificados y los italianos llegaron 14º, circunstancia que le permitió al equipo griego pasar a comandar la tabla general, con una casi indescontable ventaja sobre los italianos y los argentinos. 
En la última regata, Italia y Argentina largaron sabiendo que ambos equipos competían por la medalla de plata, con una ventaja considerable a favor de los italianos de 135 puntos. Sin embargo el equipo italiano fue descalificado, y si bien los argentinos no realizaron una buena regata, salieron en 10º lugar, obteniendo 532 puntos, que les permitieron superar a Italia por solo 14 puntos y ganar la medalla de plata.
| Yachting. Clase Dragon.                                          | Yachting. Clase Dragon.                                      | Yachting. Clase Dragon. | Yachting. Clase Dragon. | Yachting. Clase Dragon. | Yachting. Clase Dragon. |
|                                                                  | Tripulación                                                  | País                    | Nave                    | Puntaje                 |                         |
| ---------------------------------------------------------------- | ------------------------------------------------------------ | ----------------------- | ----------------------- | ----------------------- | ----------------------- |
| 1                                                                | Príncipe Konstantinos, Odyssevs Eskitzoglou, Georgios Zaimis | Grecia                  | Nirefs                  | 6733                    |                         |
| 2                                                                | Jorge Salas Chávez, Héctor Calegaris, Jorge Del Río          | Argentina               | Tango                   | 5718                    |                         |
| 3                                                                | Antonio Cosentino, Antonio Ciciliano, Giulio De Stefano      | Italia                  | Venilia                 | 5704                    |                         |
| 4                                                                | Øivind Christensen,Arild Amundsen, Carl Otto Svae            | Noruega                 | Lett                    | 5403                    |                         |
| 5                                                                | Sandy MacDonald, Gordon Norton, Lynn Watters                 | Canadá                  | Argo II                 | 5177                    |                         |
| 6                                                                | Aage Birch, Paul Lindemark Jørgensen, Niels Markussen        | Dinamarca               | Chok                    | 4715                    |                         |
| Fuente: Roma 1960, Olympic results, Wyniki igrzyzk olimpijskich. |                                                              |                         |                         |                         |                         |

## Medalla de bronce en boxeo
El equipo argentino de boxeo, como fue habitual hasta México 1968, aportó una de las dos medallas obtenidas por la delegación, la de bronce, y tres de los cinco diplomas olímpicos. En las tablas generales del deporte, la Argentina salió 13.ª en el medallero y 10.ª en la tabla de puntaje (8,75 pts.).
 Abel Laudonio (21 años) ganó la medalla de bronce en boxeo, en la categoría peso livianos (hasta 51 kilos). Venció en segunda ronda por decisión unánime (5-0) al checoslovaco Jozef Töre. En tercera ronda venció por nocaut técnico al noruego Dagfin Ness y en cuartos de final venció al soviético Vilikton Barannikov por decisión unánime (5-0) En semifinales, Laudonio debió enfrentar al italiano Sandro Lopopolo, quien lo venció ajustadamente en decisión dividida (2-2-1), y que a la postre sería el ganador de la medalla de plata.

## Diplomas olímpicos (puestos premiados) y otros buenos resultados
Los atletas argentinos en Roma 1960 obtuvieron 5 diplomas olímpicos (puestos premiados), entre ellos un cuarto puesto.
 La tripulación formada por Roberto Sieburger, Enrique Sieburger y Carlos Sieburger, en yachting, obtuvo diploma al llegar cuarta en la clase Rating 5,5 metros, con la embarcación argentina Ardilla.
El boxeo aportó tres diplomas: 
- Miguel Botta, al terminar 5° en peso mosca.
- Celedonio Lima, al terminar 5° en peso superwélter, categoría olímpica entre 1952 y 2000.
- Rafael Gargiulo, al terminar 5° en peso mediopesado. La medalla de oro la ganaría por Muhammad Ali.

 El equipo integrado por Alberto Trillo, Ernesto Contreras, Héctor Acosta y Juan Brotto, en ciclismo, aportó un diploma olímpico debido al 5º puesto en la prueba de 4000 metros persecución por equipos.
Otro buen resultado fue el del jinete Naldo Dasso, quien salió 7° en salto individual (equitación).